# Храм Святого Илии (Евпатория)
Храм Святого пророка Илии (Свято-Ильинский храм) — православный храм на набережной Евпатории в Крыму. Принадлежит Симферопольской и Крымской епархии Русской православной церкви.
Храм построен в 1911—1918 годах городским архитектором Адамом Генрихом и освящён во имя святого пророка Илии.
Слева от входа памятная доска с текстом: «Священномученик Елеазар (Спиридонов) Евпаторийский прославлен в лике святых Собора новомучеников и исповедников Российских XX в. Подвизался первым настоятелем Свято-Ильинского храма в 1919—1936 гг.».
Храм Святого Илии, наряду с мечетью Джума-Джами и Николаевским собором входит в число трёх наиболее значимых архитектурных доминант города, их купола — неотъемлемая и самая выразительная часть открывающегося на Евпаторию вида со стороны моря.

## История строительства
В 1899 году в Евпатории был освящен Свято-Николаевский собор, однако он не мог полностью удовлетворить потребности православного населения. Греческая община города обратилась в Думу с просьбой выделить землю для строительства ещё одного православного храма. В ответ на эту просьбу в 1901 году общине городом возле набережной было бесплатно передано 600 квадратных саженей земли. К 1907 году был готов проект храма, автором которого стал городской архитектор Адам Генрих.
Традиционно храмовые сооружения строились на пожертвования верующих. Но средства на постройку новой церкви поступали слишком медленно, что вынудило евпаторийскую греческую общину обратиться в Думу с просьбой о выдаче субсидии в сумме 5 тысяч рублей. Семён Эзрович Дуван, городской голова Евпатории, дал согласие выплачивать субсидию частями (по 1 тысяче рублей в год), а лично от себя пожертвовал 400 рублей и бронзовую люстру для церкви. За помощь в строительстве храма Дуван был награждён Его Величеством Королём Греции Крестом Святого Спасителя.
Строительство храма началось 6 июня 1911 года и продолжалось до 1916 года под руководством автора проекта, архитектора А. Л. Генриха. 30 июня 1918 года церковь была освящена в честь пророка Илии. Внутреннее устройство храма из-за недостатка средств длилось почти 10 лет и было окончено уже с началом гонений на Церковь.

## Архитектурные особенности здания

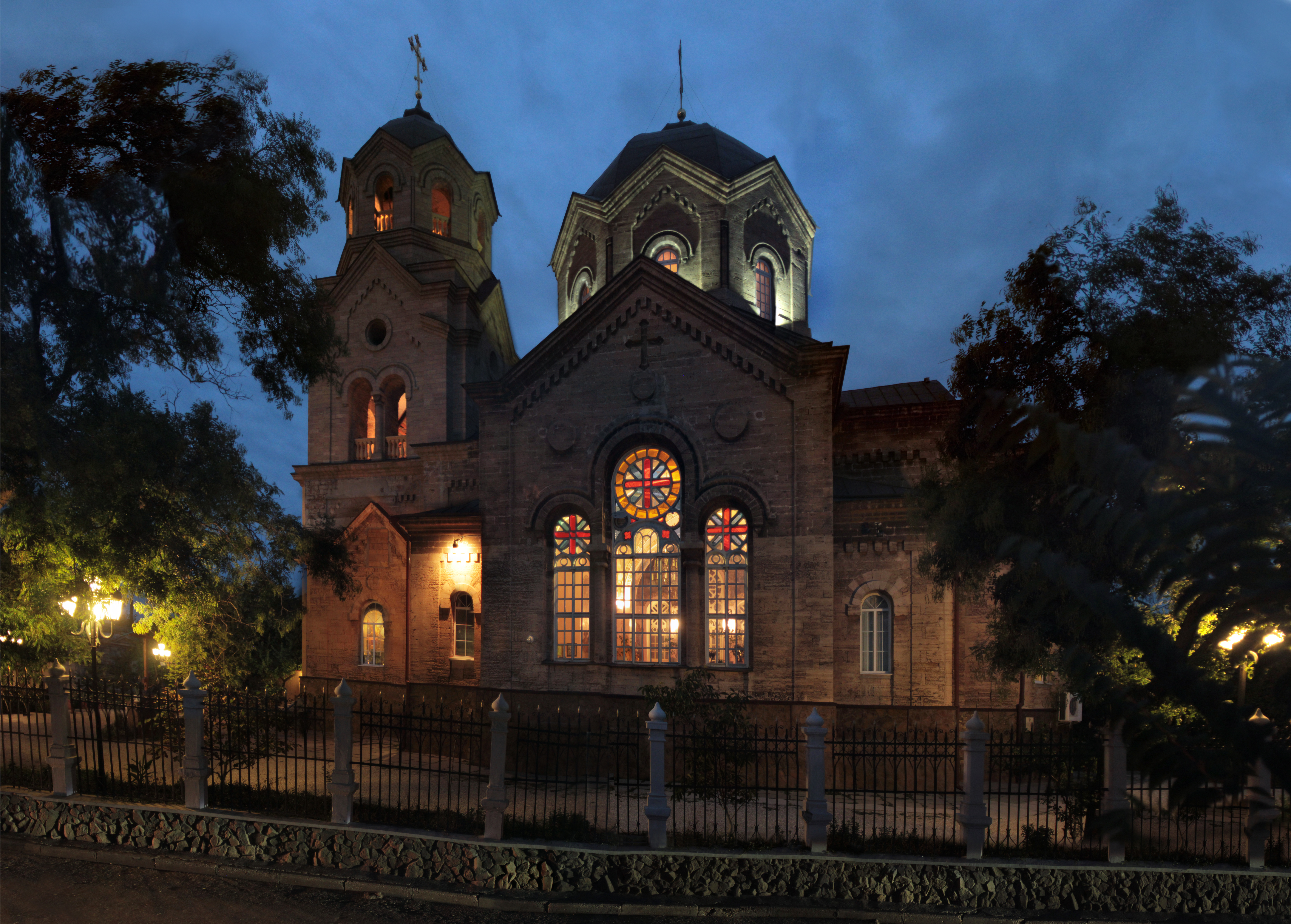
Храм вечером

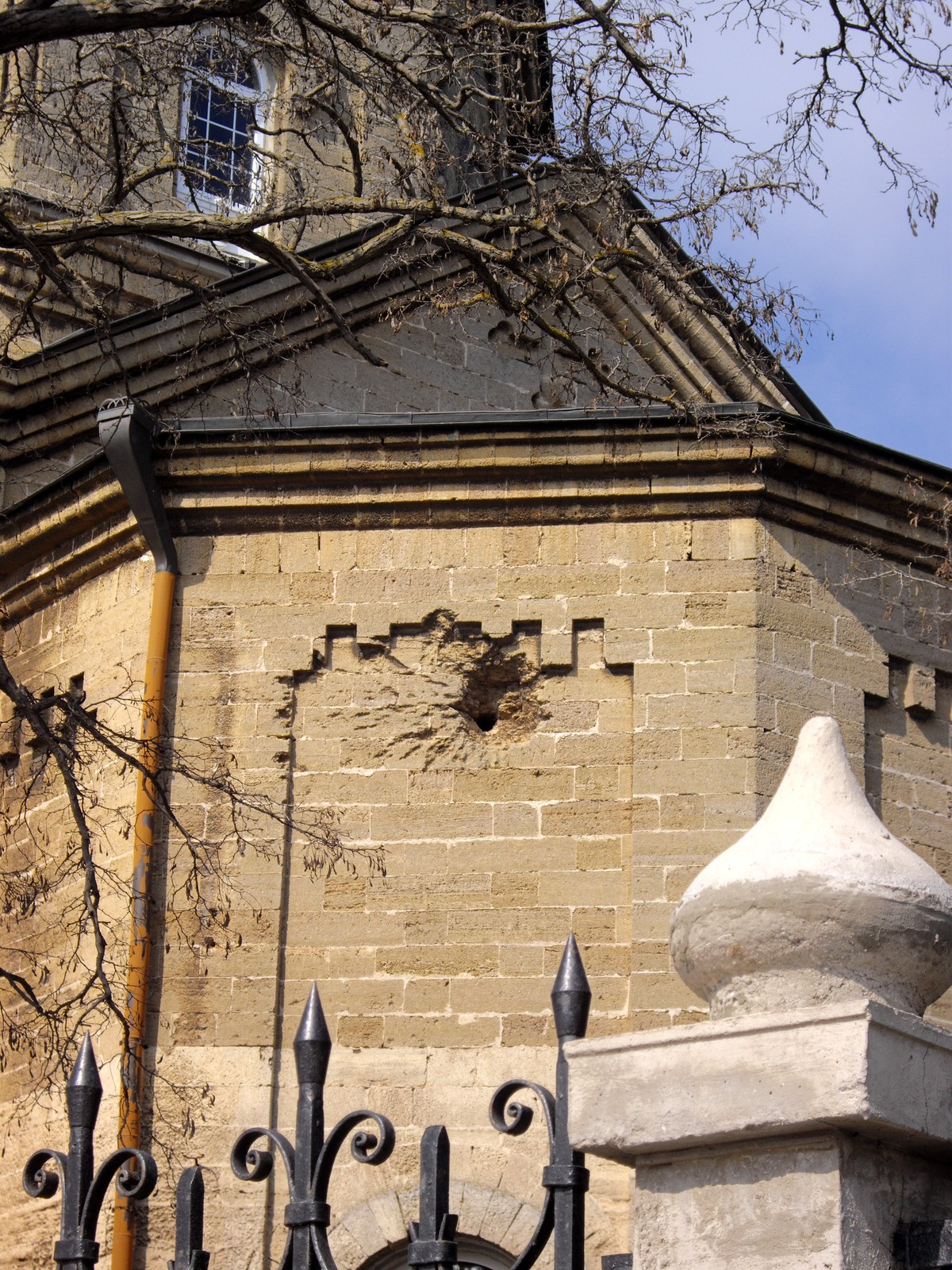
Эхо Первой Мировой войны

В отличие от затейливого Николаевского собора греческая церковь смотрится довольно просто: гладкие темноватые стенки из пиленого ракушняка, большие лаконичные детали фасадов. Храм построен в греко-византийском стиле, поэтому традиционно план имеет вид креста. Здание церкви возвышается на высоком цоколе, что, несмотря на небольшие размеры здания, делает его вид более внушительным. Купол покоится на восьмигранном барабане, каждая грань которого заканчивается фронтоном. Украшают храм тонкие пилястры, полуциркульные арки, тройные окна с витражами. С восточной стороны расположена пятигранная апсида, главный вход оформлен в виде арки, опирающейся на две полуколонны. Примечательна трехъярусная колокольня, которая значительно выше основного купола.

## Судьба храма в советский период
После революции церковь оставалась действующей. Её прихожане были греческими подданными, поэтому власть не сразу применила силовые приемы. Сначала постановили, что колокольный звон — явление неприемлемое для социалистической действительности, поэтому сняли колокола. Община решила защищать свой храм, для этого отправила в Москву к греческому консулу письмо с просьбой о помощи. Отвёз письмо председатель церковной двадцатки Савва Фёдорович Кириакиди. Это обращение привело власти Евпатории в ярость, они обвинили греческую общину в клевете. В 1936 году договор с греческим обществом расторгли из-за того, что прихожане не сумели отремонтировать здание. У СССР денег также не нашлось, и храм закрыли. С конца 1950-х годов в здании храма организовали спортзал. В 1959 году была разрушена звонница.
На одной из стен церкви виден след от снаряда. Версия о его попадании в храм во время обстрела Евпатории германским крейсером «Бреслау» под турецким флагом в апреле 1916 года ошибочна. В рапорте Евпаторийского уездного исправника о пострадавших зданиях храм не значится. На этой набережной 5 января 1942 года произошла высадка Евпаторийского десанта. По воспоминаниям участника десанта лейтенанта Н. Н. Шевченко во время высадки огнем с кораблей был подавлен немецкий пулеметный расчет. Следы этого боя и видны сегодня на храме.

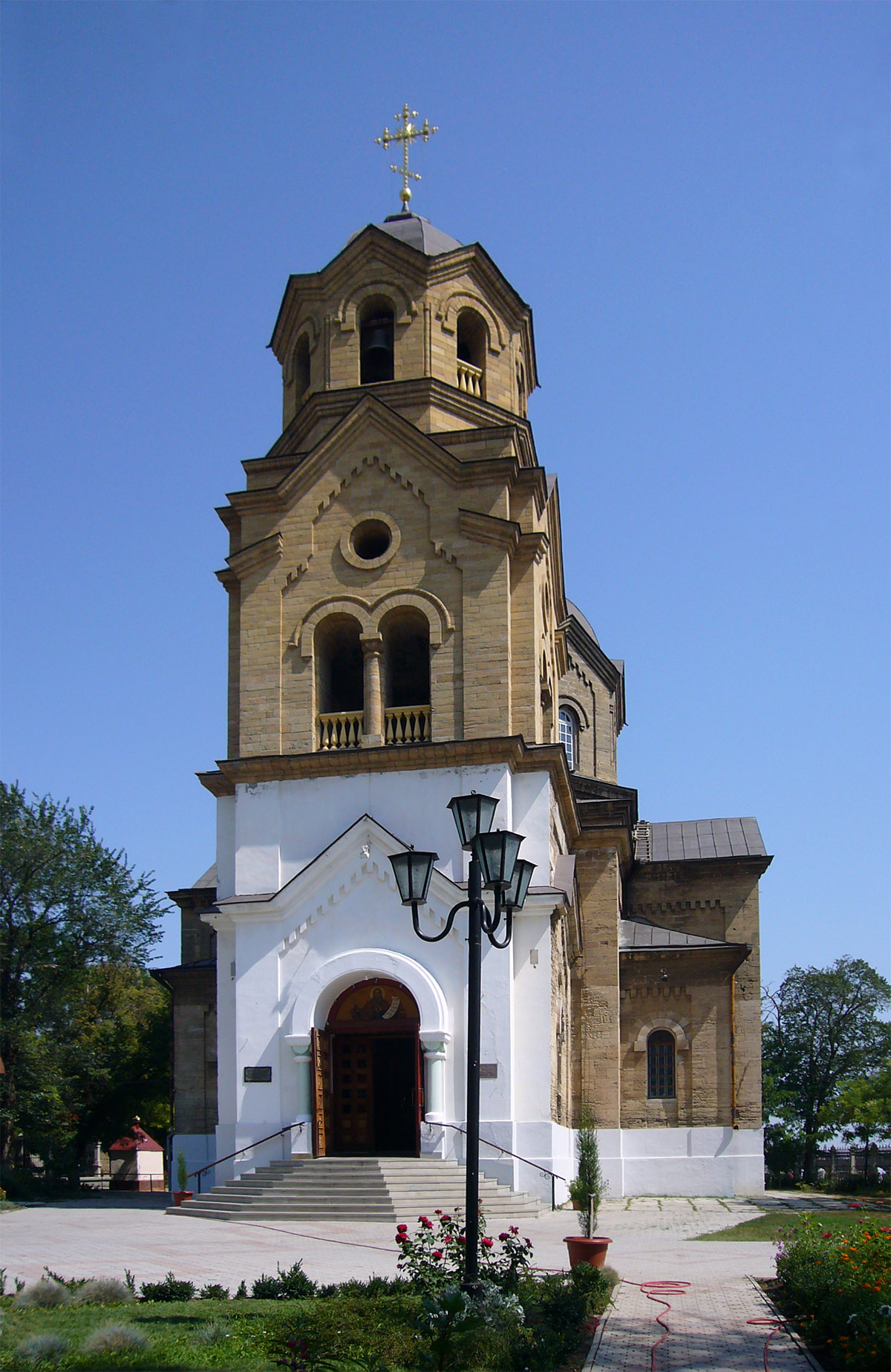
Храм Святого Пророка Илии, 2006 год

## Восстановление храма
За время господства советской власти храму был нанесён урон. Восстановительные работы ещё не закончены.
К юбилею Евпатории в 2003 году колокольню восстановили, был установлен новый колокол. Его отливали на днепропетровском предприятии «Благовест-1». Высота колокола составляет 89 см, диаметр — 84 см, на поверхности — надпись: «Сей колокол отлит в честь 2500-летия богоспасаемого града Евпатории в лето 2003 от Рождества Христова для храма пророка Илии».
На территории храма установлен Памятный крест жертвам красного террора зимы 1918 года. На пьедестале креста установлена мемориальная табличка с надписью: «Поставлен сей Честный Крест во имя Святые Троицы в память о 40 расстрелянных и 800 казнённых большевиками на кораблях „Трувор“ и „Румыния“ в Евпатории в марте 1918 года и всех новомучеников во время лютых гонений за веру и Отчизну пострадавших. Благословением митрополита Симферопольского и Крымского Лазаря, усердием настоятеля храма протоиерея Георгия Куницына в ноябре 2009 г. Святые подвижники благочестия, молите Бога о нас!».